# Altar des Vaterlands

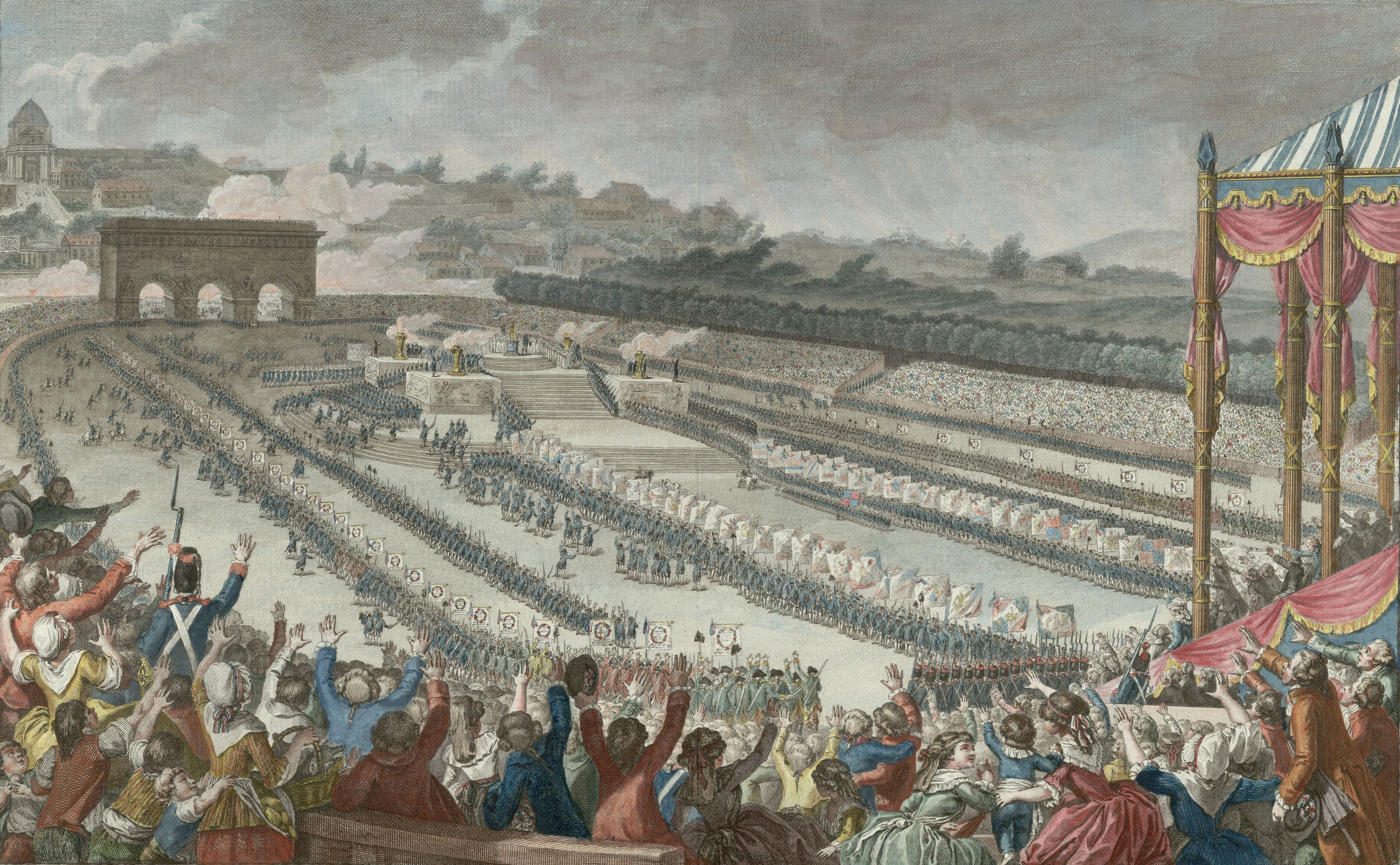
Zeitgenössische Radierung des Föderationsfestes vom 14. Juli 1790 mit dem Altar des Vaterlands von Isidore Stanislas Helman (1743–1806) nach einem Gemälde von Charles Monnet (1732–1819), Bibliothèque nationale de France

Der Altar des Vaterlands, französisch autel de la patrie, auch autel de la liberté, war als zeremonieller Mittelpunkt eines Revolutionsfestes ein symbolischer Altar des Revolutionskults und verkörperte Ideen der Französischen Revolution. In der Revolutionszeit bildete er einen Vorläufer für bis zu 36.000 Monumente gleicher Art, die heute fast völlig verschwunden sind.

## Geschichte
Für das Föderationsfest am 14. Juli 1790, dem ersten Jahrestag der Erstürmung der Bastille und späteren Nationalfeiertag Frankreichs, ließ die Konstituante auf dem Champ de Mars, einem Paradeplatz an der École militaire in Paris, einen „Altar des Vaterlands“ errichten. Das staatliche Fest war von Marie-Joseph Motier, Marquis de La Fayette, dem Kommandanten der Pariser Nationalgarde, nach dem Vorbild von Verbrüderungsfesten konzipiert, die von Nationalgarden bereits 1789 in Südfrankreich abgehalten worden waren. Als „Fest der Versöhnung und der Einheit aller Franzosen“ sollte es – unter Einbeziehung aller Bevölkerungsschichten in eine politische Philosophie und Identitätspolitik, deren romantischer Idealismus das Volk als treibende Kraft in die erste Reihe stellte – den Gedanken der Nation unterstreichen und den Patriotismus fördern. Mit dem „Altar des Vaterlands“ knüpfte die Inszenierung des Festes begrifflich wie ikonografisch an sakrale Vorbilder des Opferkults aus Antike und Christentum an und bemühte das Konzept des Vaterlands als identitätsstiftende politische Idee.
Für die Veranstaltung wurde das Pariser Marsfeld mit Festbauten nach Entwürfen der klassizistischen Architekten Joseph Ramée und Jacques Cellerier (1742–1814) ausgestattet. Hierzu wurden ab dem 1. Juli 1200 Arbeiter mit den Erdarbeiten beschäftigt. Von Schloss Saint-Cloud wurde König Ludwig XVI. herbeigefahren, um zum Spatenstich die Spitzhacke zu schwingen.

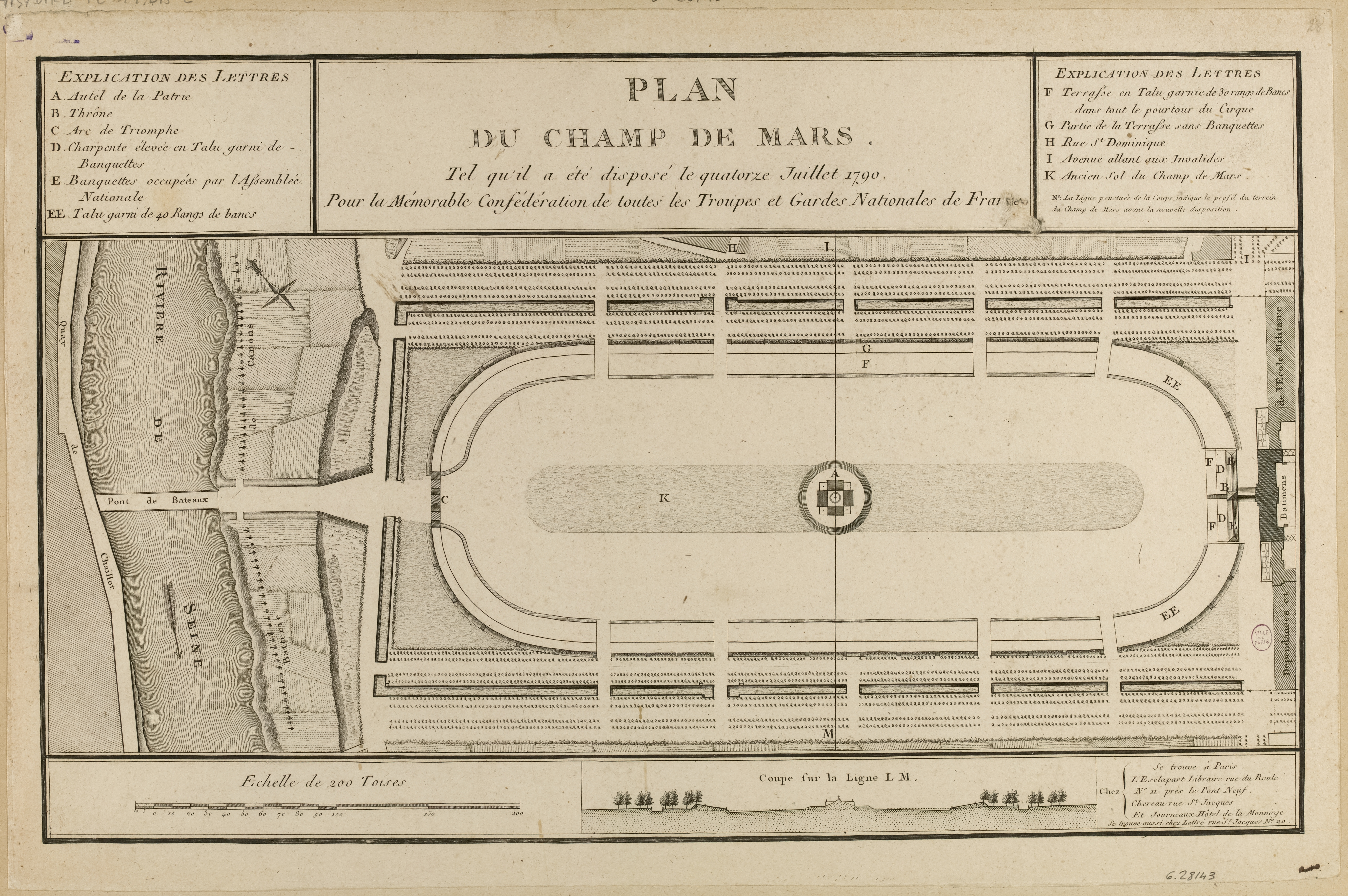
Plan du Champ de Mars, 1790

Den Mittelpunkt einer langgestreckten Aufmarschfläche bildete ein freistehender Altartisch in der Form einer gedrungenen antiken Säule auf einem terrassierten Erdbaubauwerk mit hölzernem Podium, dessen untere und obere Ebene jeweils eine Rotunde bildete und dessen mittlere Plattform quadratisch war. Allseitig hatte der Altar symmetrische Freitreppen, in die vier Ecksockel als Substruktion für Ständer mit Rauchpfannen bühnenarchitektonisch integriert waren. Die mit Leinwand bespannten Wände der Sockel waren mit Trompe-l’œils aus klassizistischen Bildmotiven und patriotischen Epigrammen verziert und täuschten ein Bauwerk aus Marmor vor. Oben auf dem Altar standen ein Kruzifix und zwei Gesetzestafeln.

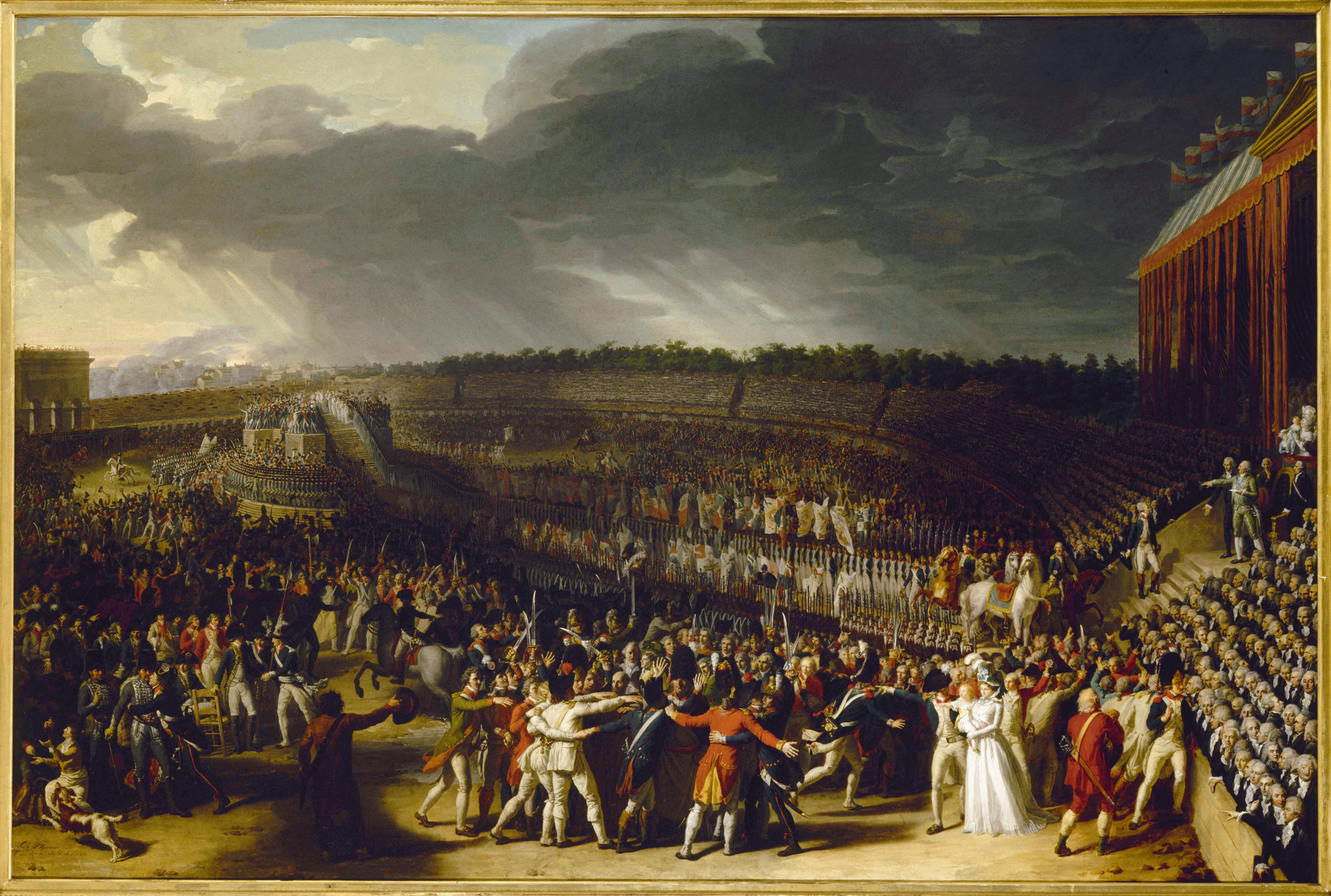
La fête de la Fédération, le 14 juillet 1790, au Champ-de-Mars, Historiengemälde von Charles Thévenin, 1792, Musée Carnavalet – La Fayette nimmt Ludwig XVI. den Eid auf Nation und Gesetz ab.

Die Aufmarschfläche war wie eine antike Arena von Tribünen für Zuschauer umgeben. Als einander gegenüberliegende Kopfbauten der Arena wurden ein hölzerner, mit bemalter Leinwand bespannter Triumphbogen mit drei Arkaden sowie ein zeltartiger Baldachin für König Ludwig XVI., Königin Marie-Antoinette, den Dauphin Ludwig und die anderen Ehrengäste errichtet. In der Mittelachse des Baldachins stand oberhalb einer Freitreppe ein Thron, von dem sich der König erhob, als er in einem konstitutionellen Staatsakt einen Schwur auf Nation und Gesetz abzulegen hatte.
Liturgisch eingefasst war der Akt durch ein Hochamt, das von Charles-Maurice de Talleyrand-Périgord, dem Bischof von Autun und Mitglied der Konstituante, im Kreis von 60 Priestern gelesen und mit einem Te Deum abgeschlossen wurde. Die nach einem Bericht von 300 Trommlern und 1200 Musikern, 15.000 Nationalgardisten, 1200 Heeresdeputierten und 300.000 Zuschauern gerahmte Zeremonie hatte bei Regenwetter mit einem vierstündigen Einzug der Akteure durch den Triumphbogen begonnen und beinhaltete auch eine Segnung der Oriflamme, eine Weihe von 83 Departementsfahnen und eine feierliche Vereidigung La Fayettes als Oberbefehlshaber der Nationalgarde. Formell stand die Veranstaltung, die mit einem Gastmahl des Königs ihre Fortsetzung fand, unter der Leitung von Charles-François de Bonnay (1750–1815), dem Präsidenten der Konstituante.
Obwohl vom Volk goutiert und bejubelt sowie von Chronisten als harmonisch beschrieben, wurde das Fest von Skeptikern bzw. Anti-Royalisten wie dem Marquis de Mirabeau und Camille Desmoulins wegen der Rollen, die es dem Monarchen und der Kirche darin eingeräumt hatte, politisch abgelehnt und kritisiert.
Im Folgejahr wurde das Föderationsfest am Altar des Vaterlands wiederholt, wobei es dort am Abend des Festtags durch einen Schusswechsel mit anschließender Massenpanik zu einem Massaker kam.

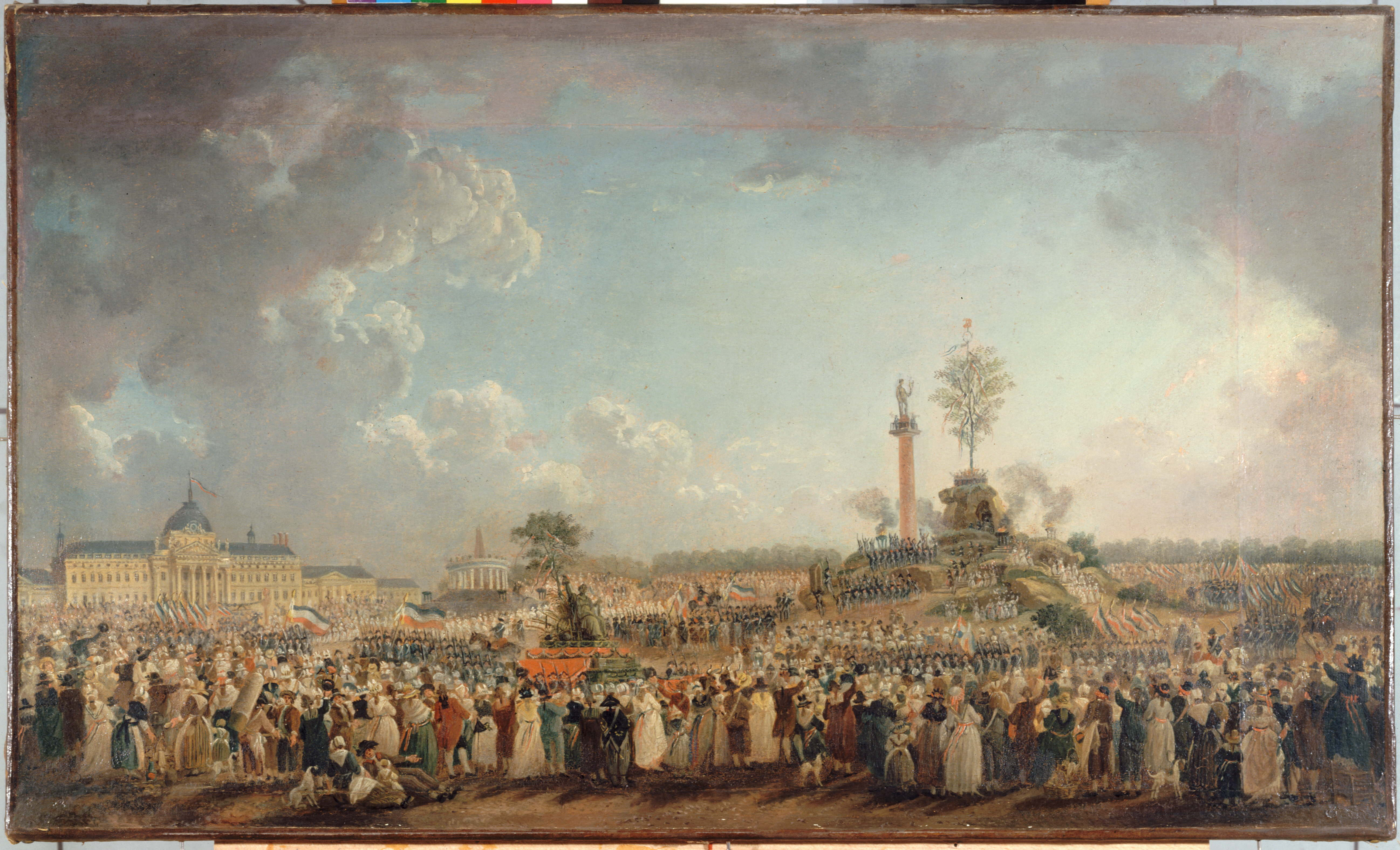
La fête de l’Être Suprême, au Champ-de-Mars, 1794, Pierre-Antoine Demachy (1723–1807), Musée Carnavalet – Darstellung des zu einem Kulthügel umgestalteten Altars des Vaterlands

Per Gesetz vom 26. Juni 1792 beschloss die Gesetzgebende Nationalversammlung, dass in allen Gemeinden ein „Altar des Vaterlands“ errichtet und mit dem Satz „Der Bürger wird geboren, lebt und stirbt für das Vaterland“ beschriftet werden muss. Die so landesweit entstandenen Denkmäler – es wird angenommen, dass bis zu 36.000 Monumente dieser Art in verschiedenen Ausprägungen errichtet wurden – verschwanden nach der Französischen Revolution fast völlig. Der einzig gut erhaltene Altar des Vaterlands ist der 1796 anstelle eines hölzernen Vorgängers errichtete steinerne Autel de la Patrie in Thionville.
Der Pariser Altar des Vaterlands bestand einige Jahre und diente als Bühne für eine Reihe von Festveranstaltungen, etwa am 20. September 1790, als man zur öffentlichen Rehabilitation der in der Nancy-Affäre hingerichteten Nationalgardisten eine Ehrenfeier abhielt. 1793 wurden dort die Reliquien der Cluniazenseräbte Odilo und Maiolus feierlich den Flammen übergeben. Zum Fest des Höchsten Wesens, das am 8. Juni 1794 gefeiert wurde, wurde das Bauwerk nach Plänen von Jacques-Louis David zu einem Kulthügel umgestaltet. Den Gipfel des Hügels krönten ein Freiheitsbaum und ein Altarpodium mit einer Säulenstatue des „Höchsten Wesens“, wo auf dem Höhepunkt der Terrorherrschaft des Wohlfahrtsausschusses nunmehr Maximilien de Robespierre dem Volk einen Eid abnahm. Diese Anlage verschwand in den Jahren 1795/1796.

## Sprachgebrauch

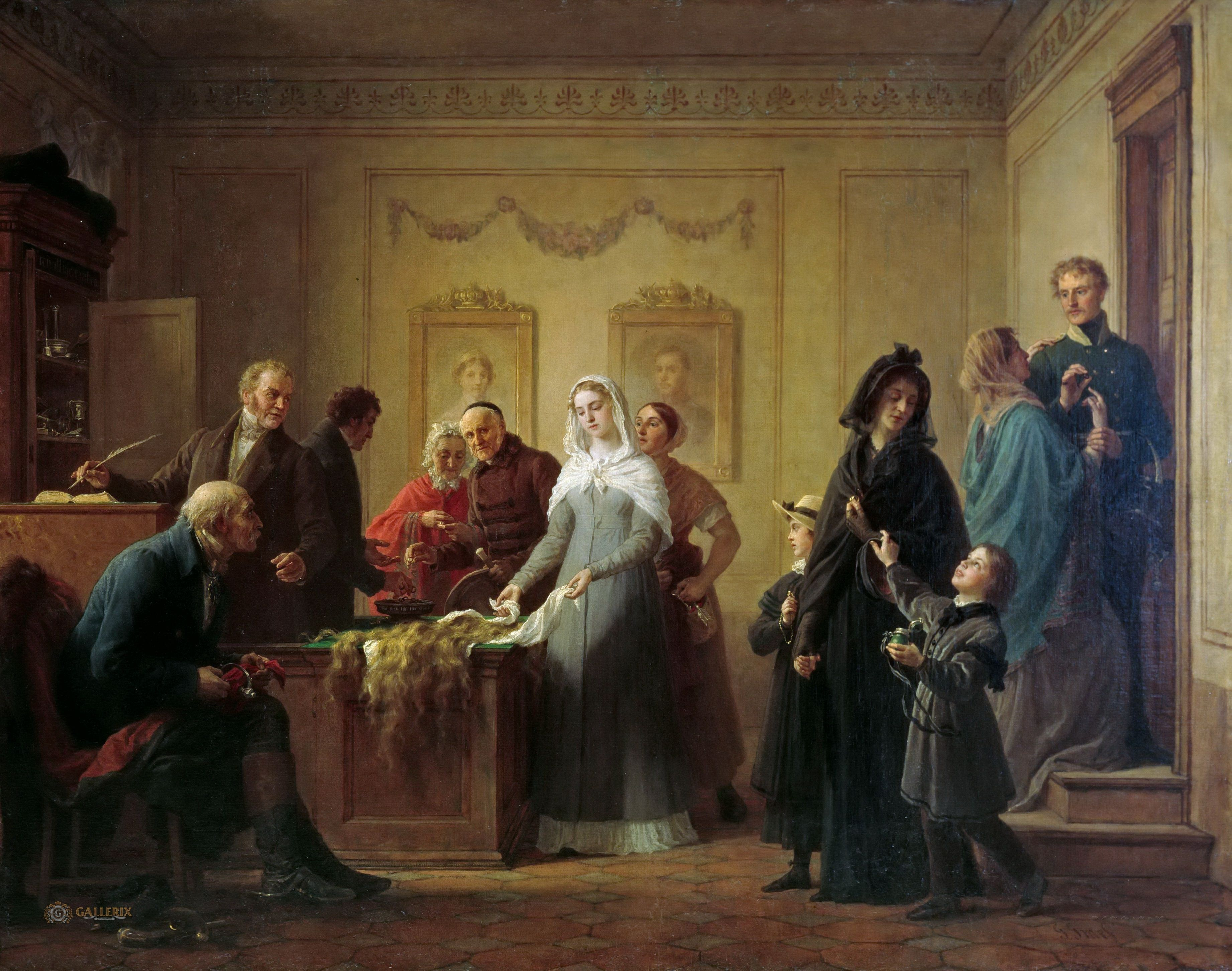
Gustav Graef: Ferdinande von Schmettau opfert ihr Haar auf dem Altar des Vaterlandes 1813, Gemälde von 1862

Das Bild und die im Deutschen seit 1778 belegte Wendung vom Altar des Vaterland[e]s fand als Schlagwort Eingang in den gehobenen Sprachgebrauch des frühen 19. Jahrhunderts. Metaphorisch und poetisch verstand man darunter eine Opferstätte, auf der Patrioten ihre Gaben dem Vaterland darbringen. Bald nach den Befreiungskriegen bekam die Floskel einen ironischen Beigeschmack, der sich im Laufe der Zeit verstärkte. Umgangssprachlich wird das 1911 eingeweihte Nationaldenkmal Viktor Emanuels II. auch als Altar des Vaterlands („Altare della Patria“) bezeichnet.